# Ankylophallus
Ankylophallus är ett släkte av mångfotingar. Ankylophallus ingår i familjen Chelodesmidae.
Kladogram enligt Catalogue of Life:
| Ankylophallus | \| \| Ankylophallus chacaitus \| \| \| \| \| \| Ankylophallus phanus \| \| \| \| |
|               | \| \| Ankylophallus chacaitus \| \| \| \| \| \| Ankylophallus phanus \| \| \| \| |
|               | Ankylophallus chacaitus                                                          |
|               |                                                                                  |
|               | Ankylophallus phanus                                                             |
|               |                                                                                  |